# Streptosyllis arenae
Streptosyllis arenae är en ringmaskart som beskrevs av Webster och Benedict 1884. Streptosyllis arenae ingår i släktet Streptosyllis och familjen Syllidae. Arten har ej påträffats i Sverige. Inga underarter finns listade i Catalogue of Life.